# Ulica Pawia w Krakowie
Ulica Pawia – ulica w Krakowie, w dzielnicy I Stare Miasto, biegnie od skrzyżowania ul. Lubicz, Basztowej i Westerplatte w kierunku północnym (będąca przedłużeniem ul. Westerplatte) do węzła drogowego łączącego Aleje Trzech Wieszczów, al. 29 Listopada i ulicę Warszawską. Wzdłuż ulicy biegnie linia tramwajowa, która w północnej części łączy się z wylotem tunelu Krakowskiego Szybkiego Tramwaju.

## Historia
Pierwsza część ulicy została wytyczona w 1 połowie XVIII wieku. Początkowo nazwana była przecznicą Mogilską (obecna ul. Kurniki w tamtym czasie nazywana była ul. Mogilską), następnie ul. Zacisze. Obecną nazwę ulica otrzymała w 1878 roku. Do 2005 roku ulica kończyła się skrętem w ulicę Ogrodową.
Podczas rozbudowy węzła komunikacyjnego przy Dworcu Głównym została przedłużona do wybudowanego w 1977 roku węzła drogowego łączącego Aleje Trzech Wieszczów, al. 29 Listopada i ulicę Warszawską. W 2005 roku wybudowano także linię tramwajową biegnącą wzdłuż ulicy. Po rozbudowie ulica Pawia przejęła dużą część ruchu samochodowego z ulicy Warszawskiej.

## Zabudowa
Obiekty przy ul. Pawiej pochodzą z różnych okresów - przełom XIX i XX wieku, okres międzywojenny oraz po 2005 roku.
- Kamienica na rogu ul. Pawiej 2 i Basztowej 25 wybudowana w latach 1886–1887 według projektu Sławomira Odrzywolskiego i Władysława Kaczmarskiego jest wpisana do rejestru zabytków nieruchomych województwa małopolskiego[3]. Obecnie jest to budynek Hotelu „Polonia” (dawniej Belvedere).
- ul. Pawia 4-6 – dawne dwie kamienice wybudowane w latach 1891–1892, obecnie Hotel „Warszawski”.  Projektował Karol Knaus. Wpisana do GEZ[4];
- ul. Pawia 8 – kamienica z 1890 roku, wpisana do GEZ[4];
- ul. Pawia 12/Worcella Stanisława 11 – modernistyczna kamienica wybudowana w latach 1937–1938 według projektu Jakuba Jana Spira (według innego źródła we współpracy z Edwardem Kreislerem)[5], wpisana do GEZ[4]. Charakterystycznym elementem obiektu jest godło znajdujące się na ścianie frontowej – „Pastuszek z pawiem”, wykonane w technice sgrafita[5]. Obecnie (2024) ogon pawia jest uszkodzony[6];
- ul. Pawia 18 – kamienica z 1930 roku, wpisana do GEZ[4]. Na frontowej ścianie znajduje się godło kamienicy – „Sarna”[6];
- ul. Pawia 18B – Hotel Mercure Centrum, wybudowany w 2015 roku - projekt T. Półchłopek i M. Stępień[1];
- ul. Pawia/Ogrodowa 10 – hotel Puro, wybudowany w 2012 roku - projekt B. Biełyszew[1];
- zespół mieszkaniowy Angel City, wybudowany w latach 2006–2009 - projekt S. Deńko, P. Nawara, A. Szultk, z oryginalną ceglaną elewacją[1].

W latach 1952–2005  w pierzei wschodniej znajdował się dworzec autobusowy i zabudowania zespołu dworcowego. Działał tam Bar Mleczny Smok (budynek miał charakterystyczny neon). Został on wyburzony w 2004 roku.
- W latach 2002–2006 wybudowano Galerię Krakowską według projektu IMB Asymetria. Od 2013 roku obiekt jest połączony z podziemną halą Dworca Głównego i wejściami na perony kolejowe[1];
- ul. Pawia 3 – Vienna House Andel’s Cracow, hotel, otwarty w 2007 roku;
- po północnej stronie Galerii znajdują się budynki futurystycznego zespołu biurowego HIGH 5ive, wybudowane w 2018 i 2020 roku, według projektu nsMoonStudio. Między nimi biegnie ul. Rafała Kalinowskiego, która prowadzi do podziemnego tunelu pod torami kolejowymi[1].

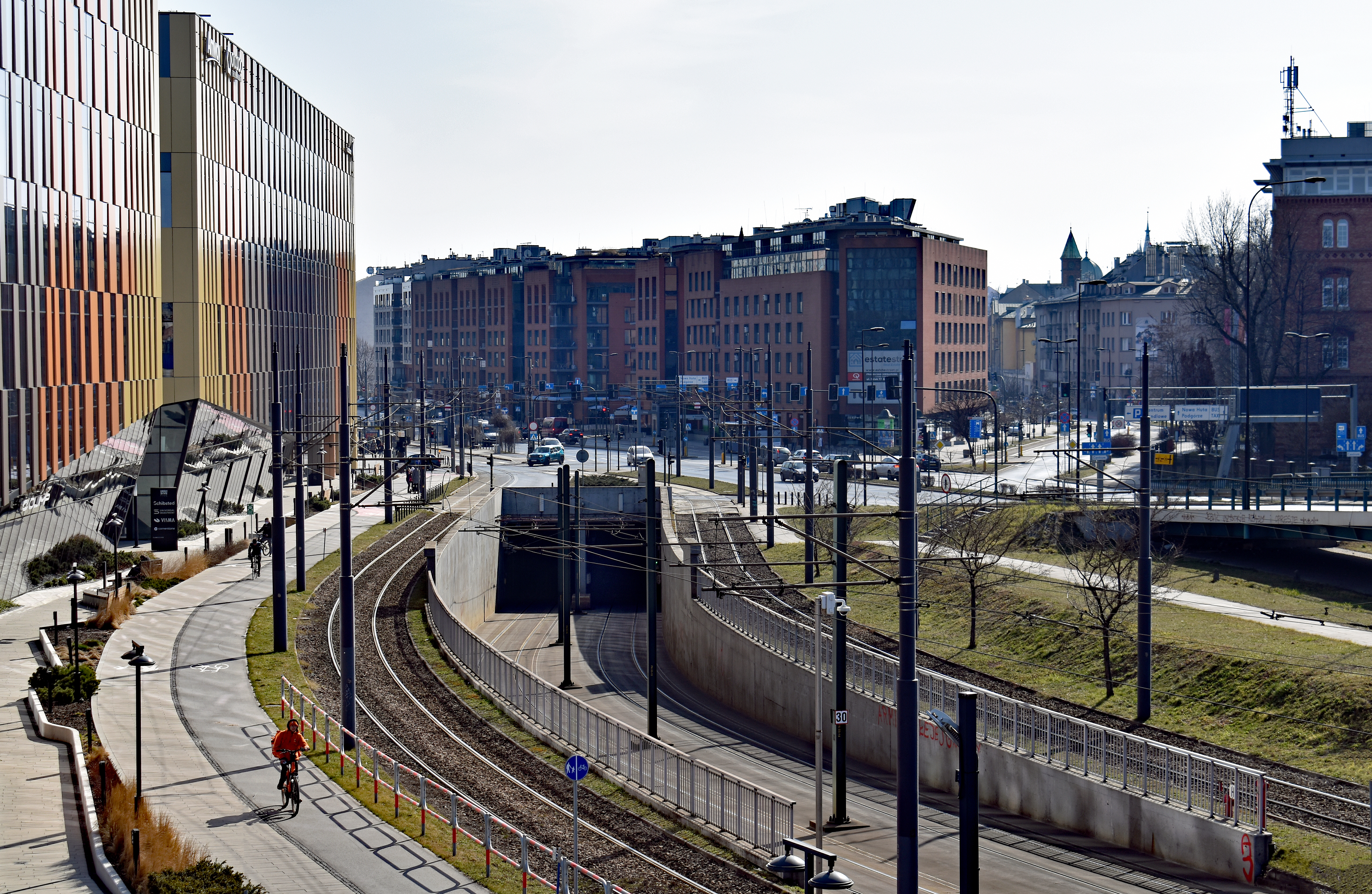
Widok z północy, skrzyżowanie z ul. Warszawską i wjazd do tunelu KST
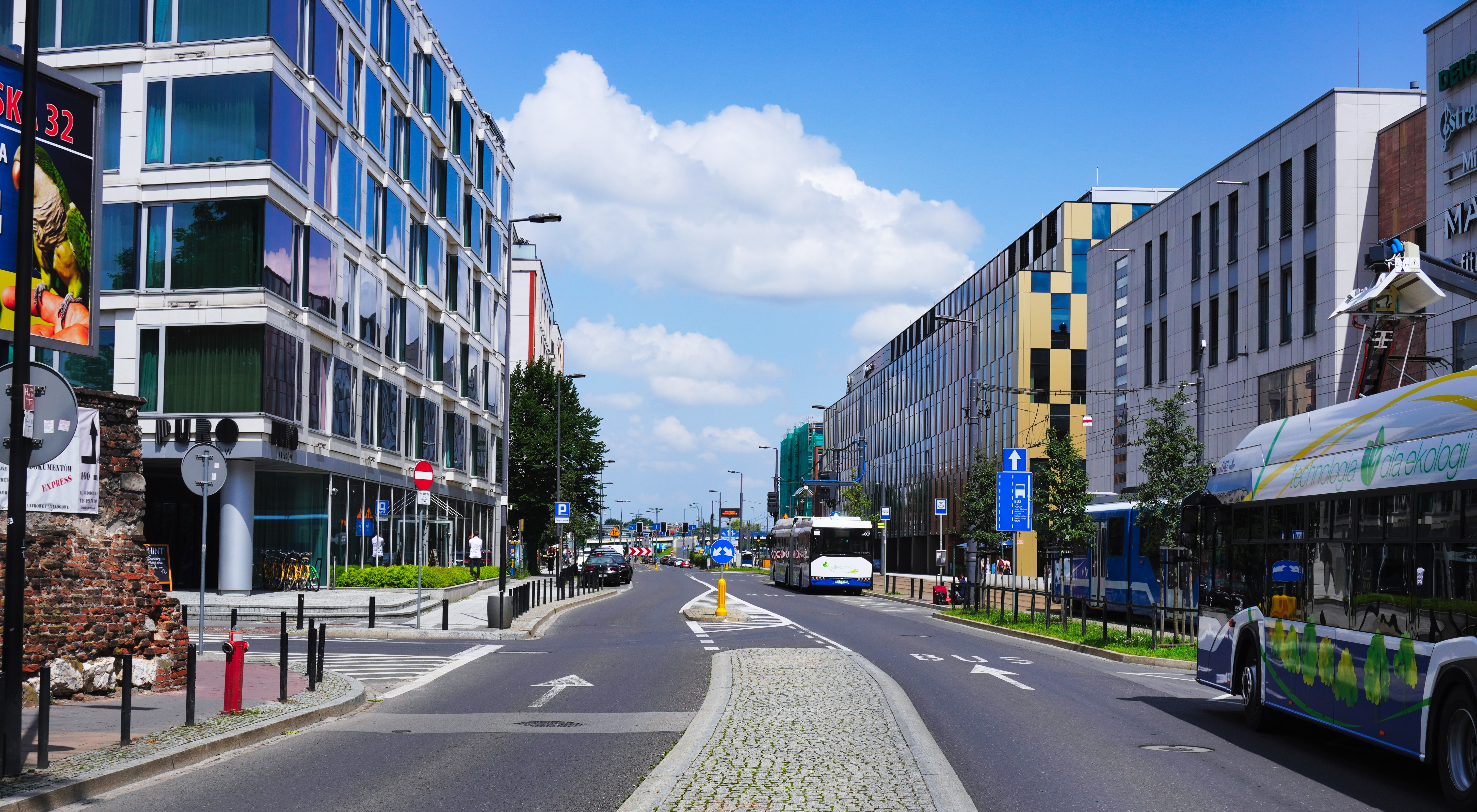
Widok od skrzyżowania z ul. Ogrodową na północ
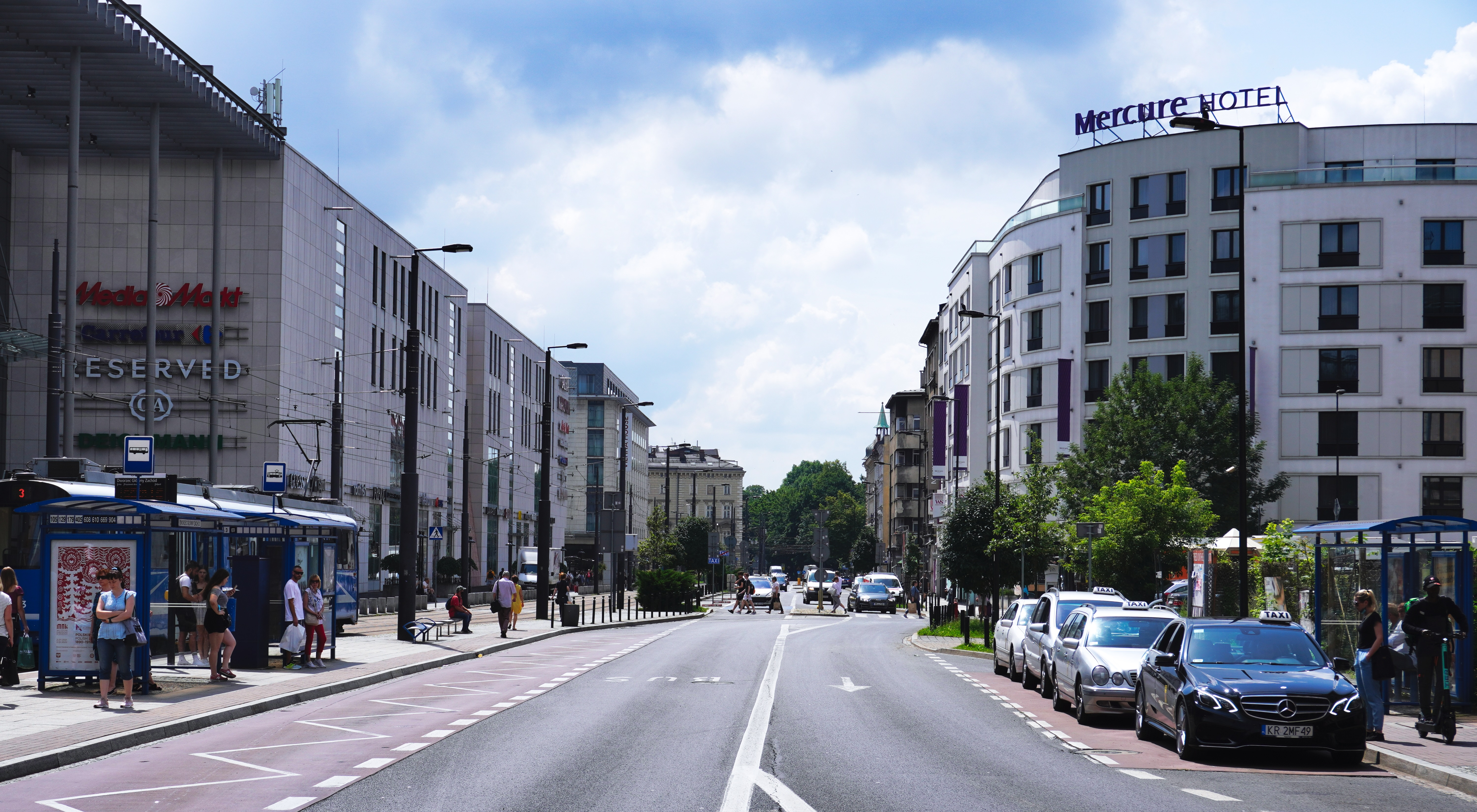
Widok od skrzyżowania z ul. Ogrodową na południe
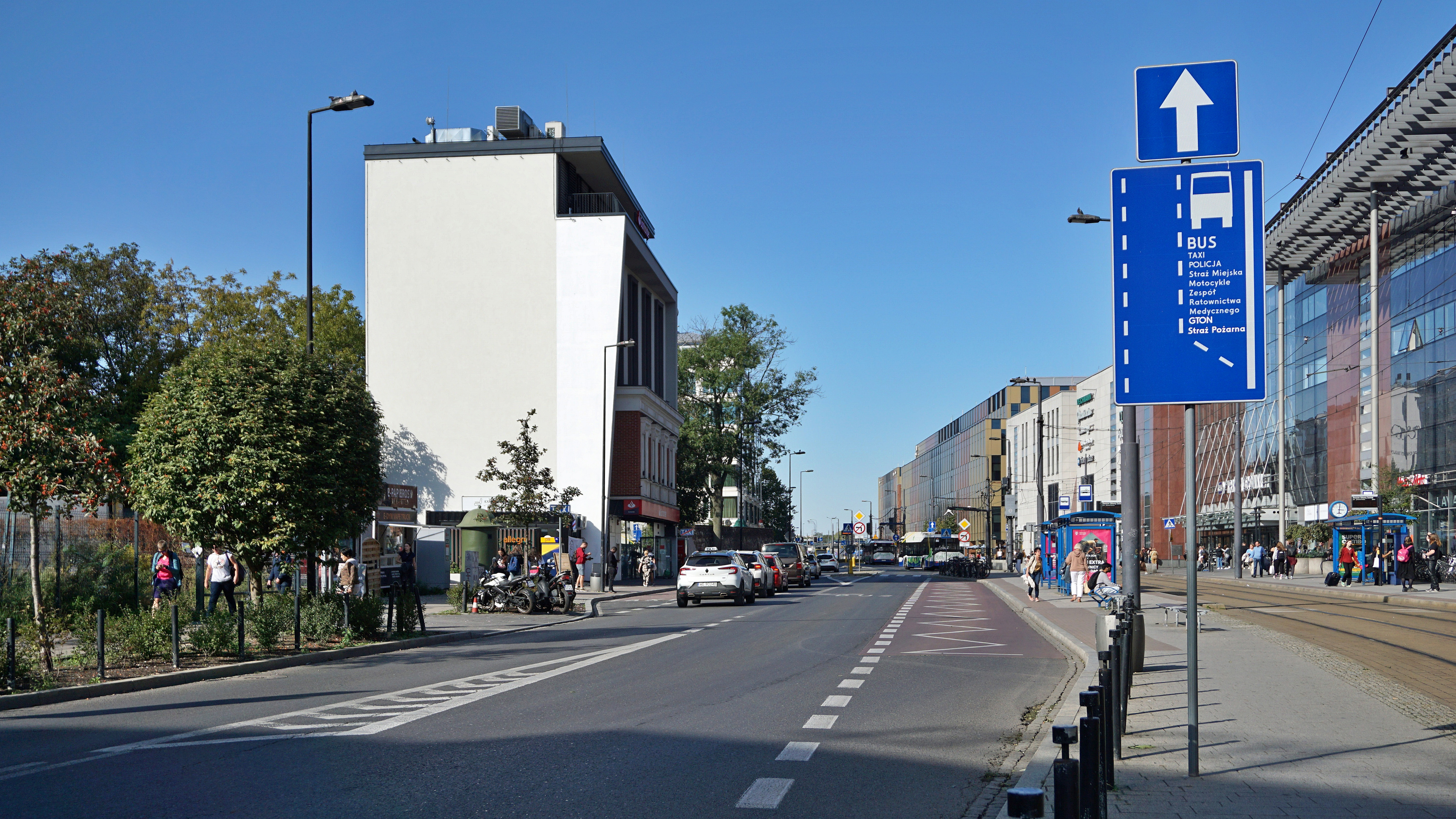
Widok na północ, na wysokości skrzyżowania z ulicą Kurniki (2024)
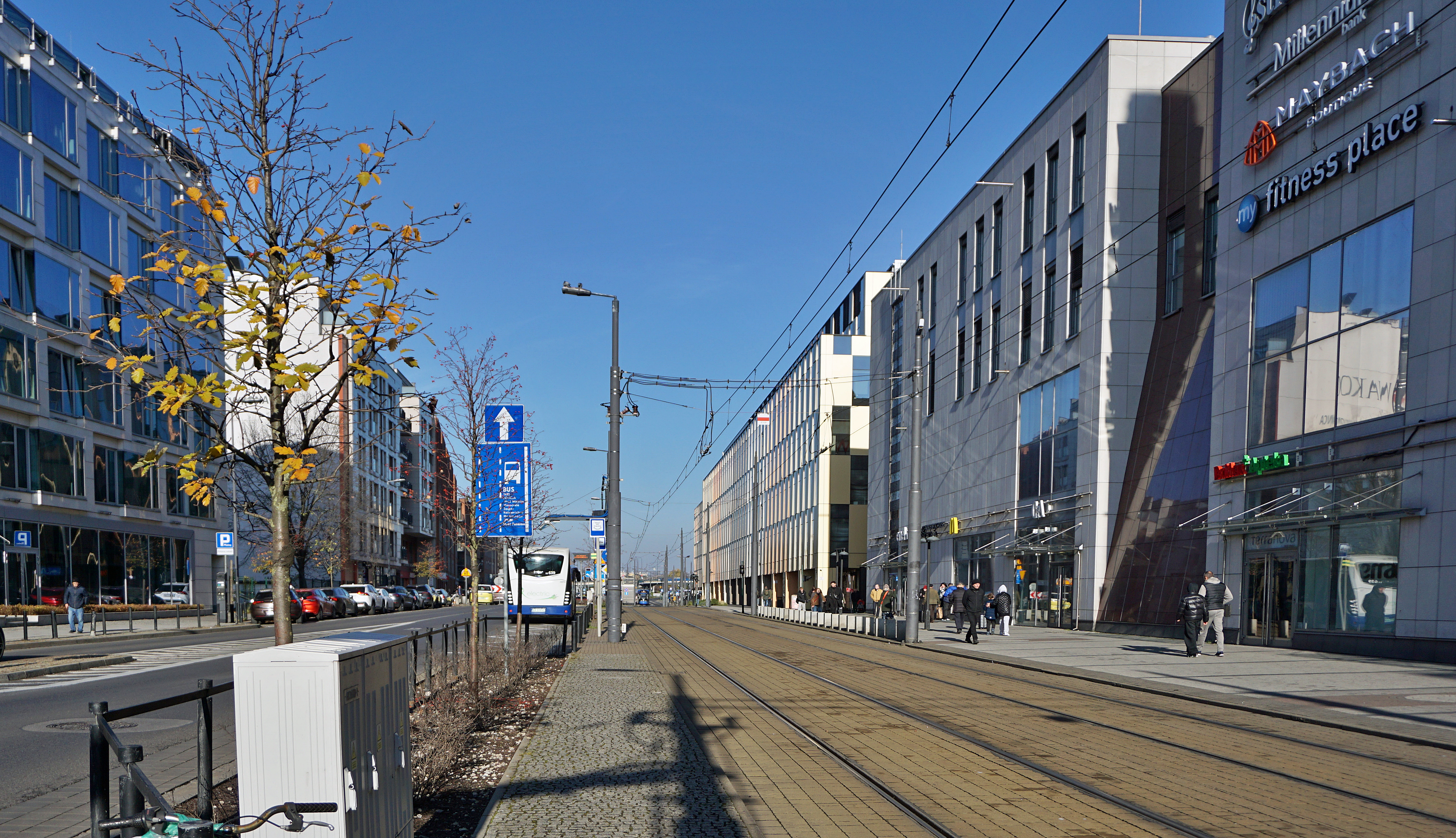
Ulica Pawia, widok na północ w rejonie skrzyżowania z ulicą Ogrodową, po prawej torowisko tramwajowe otwarte w 2005 roku
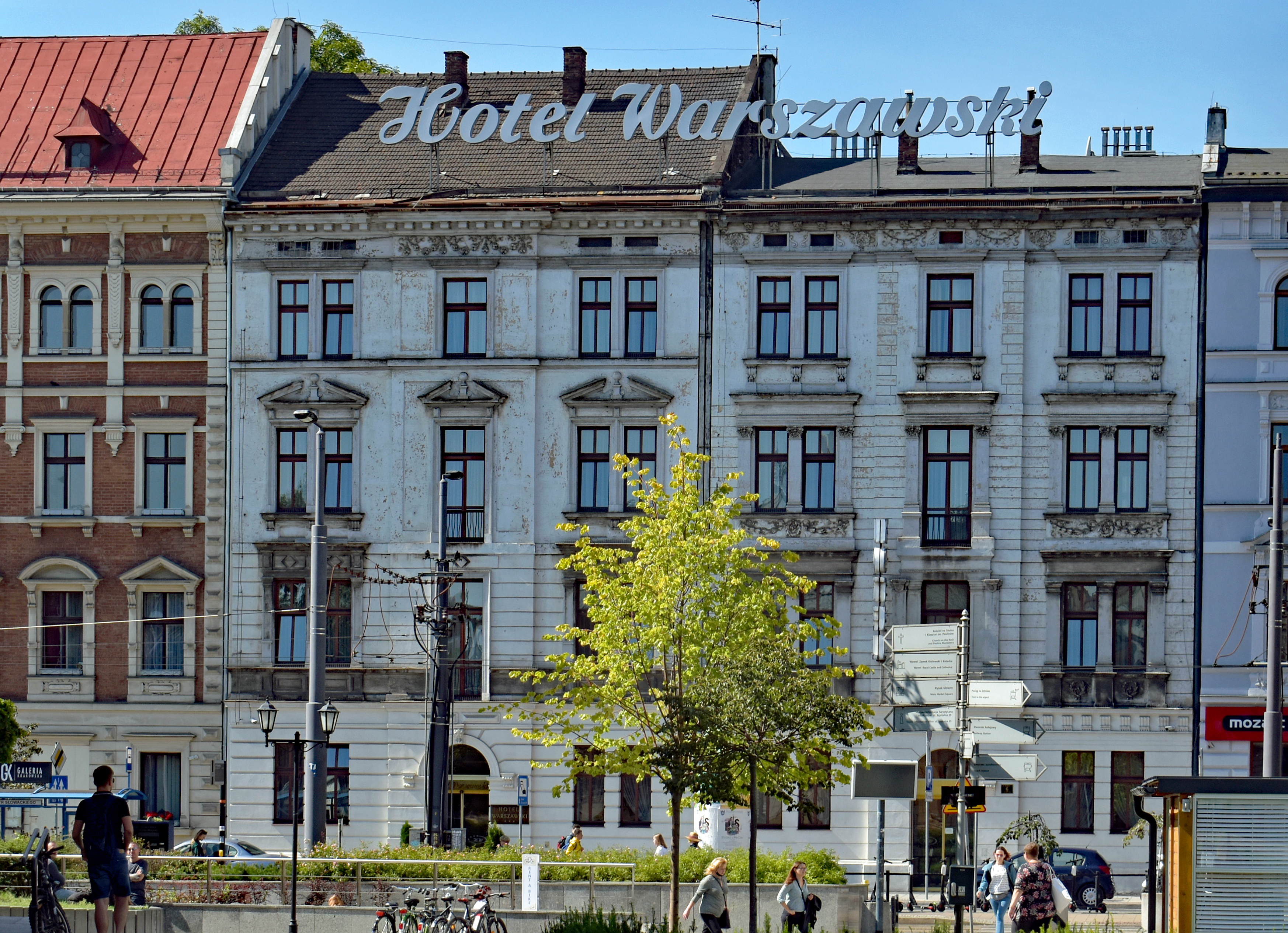
Ul. Pawia 4–6 Hotel Warszawski
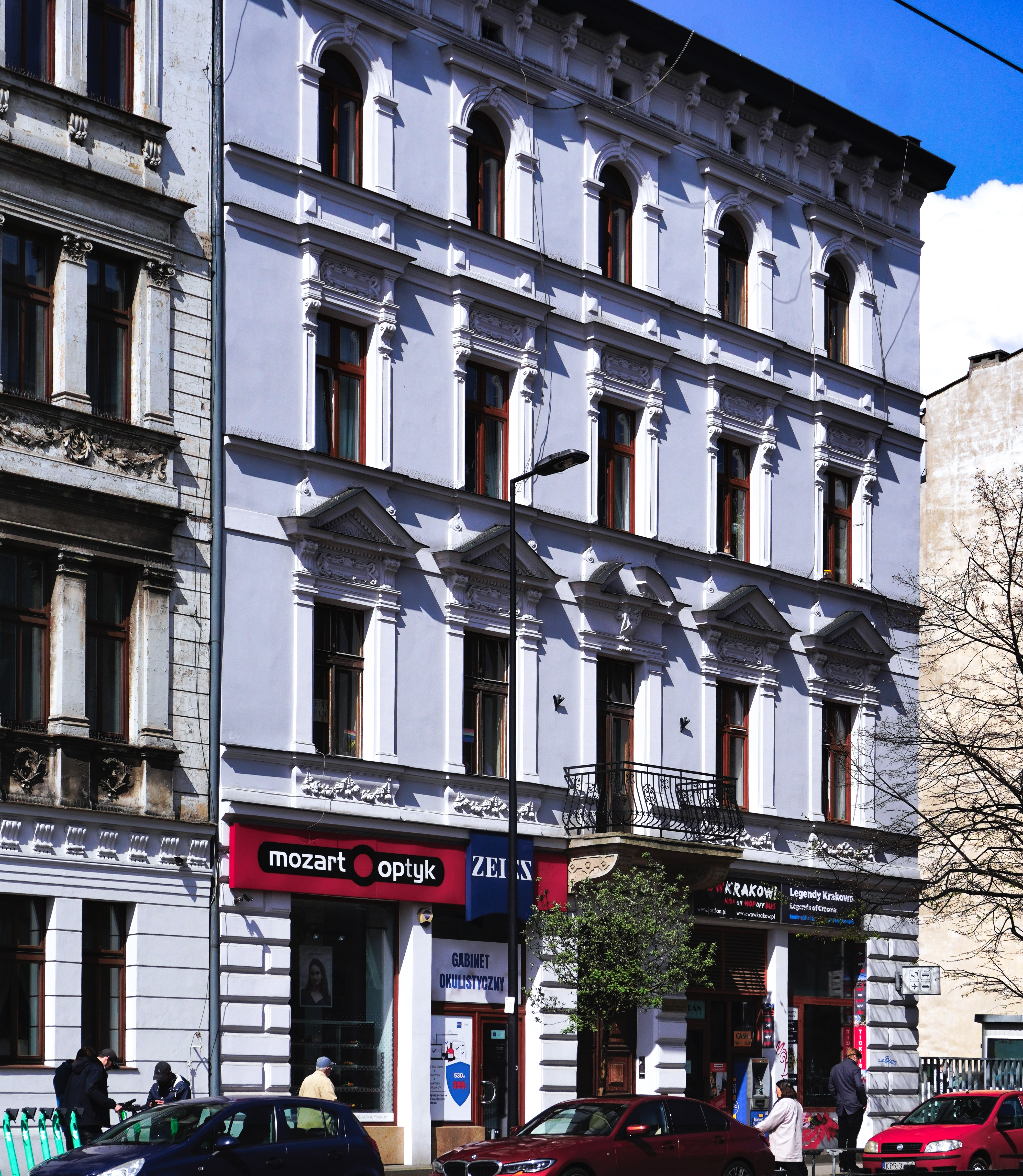
Ul. Pawia 8 Kamienica (ok. 1890)
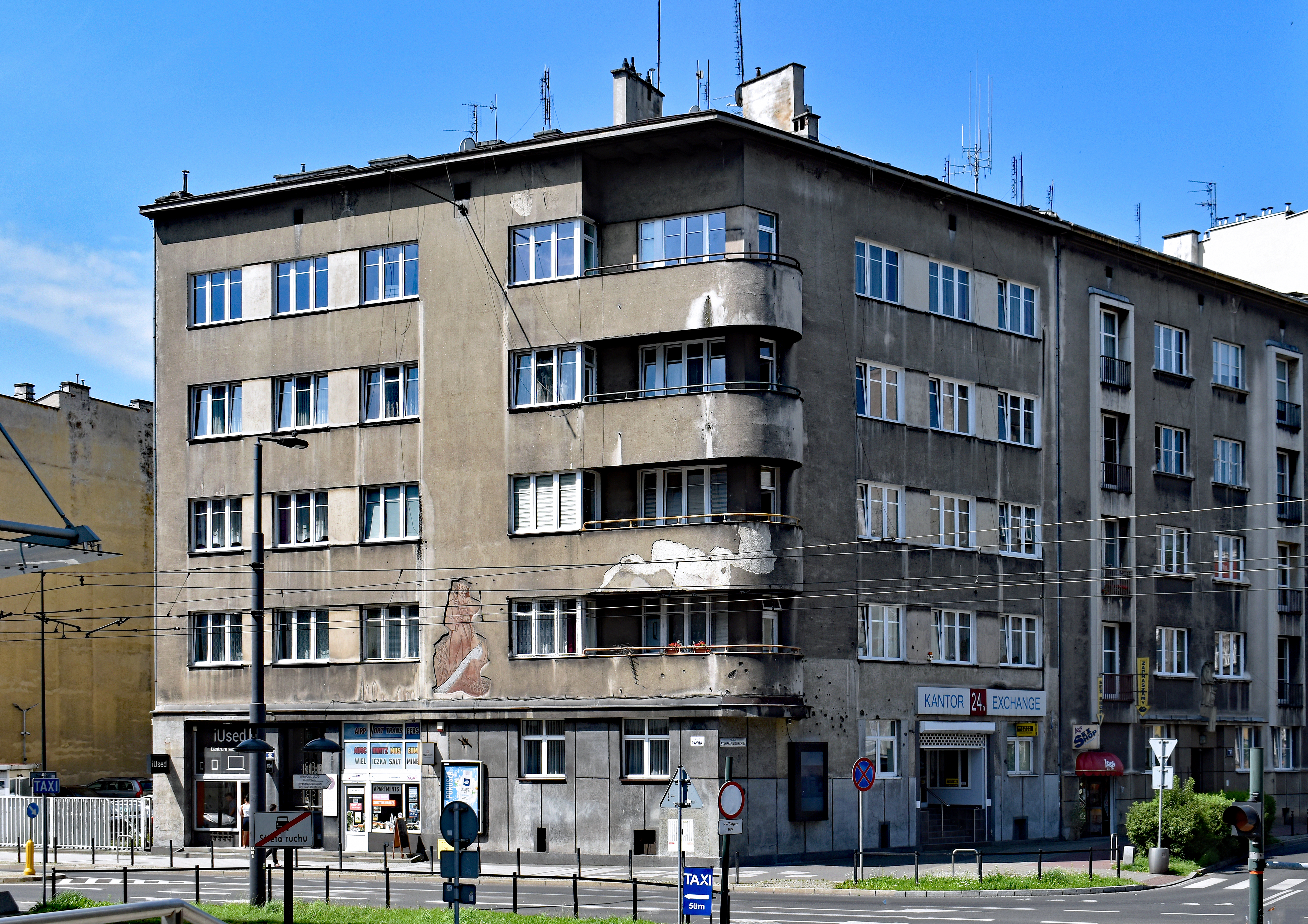
Ul. Pawia 12 na rogu z ul. Worcella. Kamienica proj. Jakub Jan Spira (1937). Na fasadzie godło kamienicy „Pastuszek z pawiem”
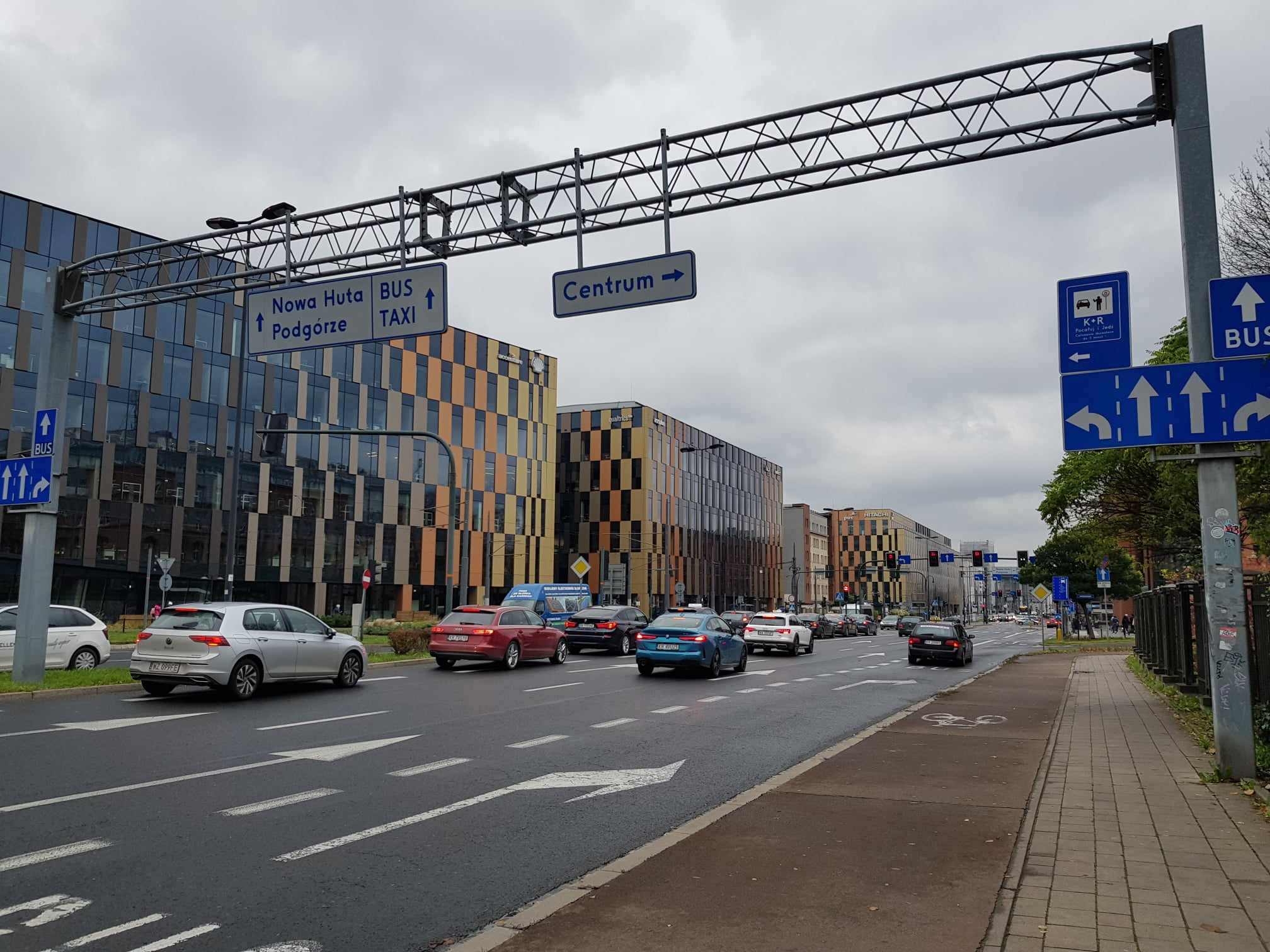
Widok od skrzyżowania z ulicą Warszawską
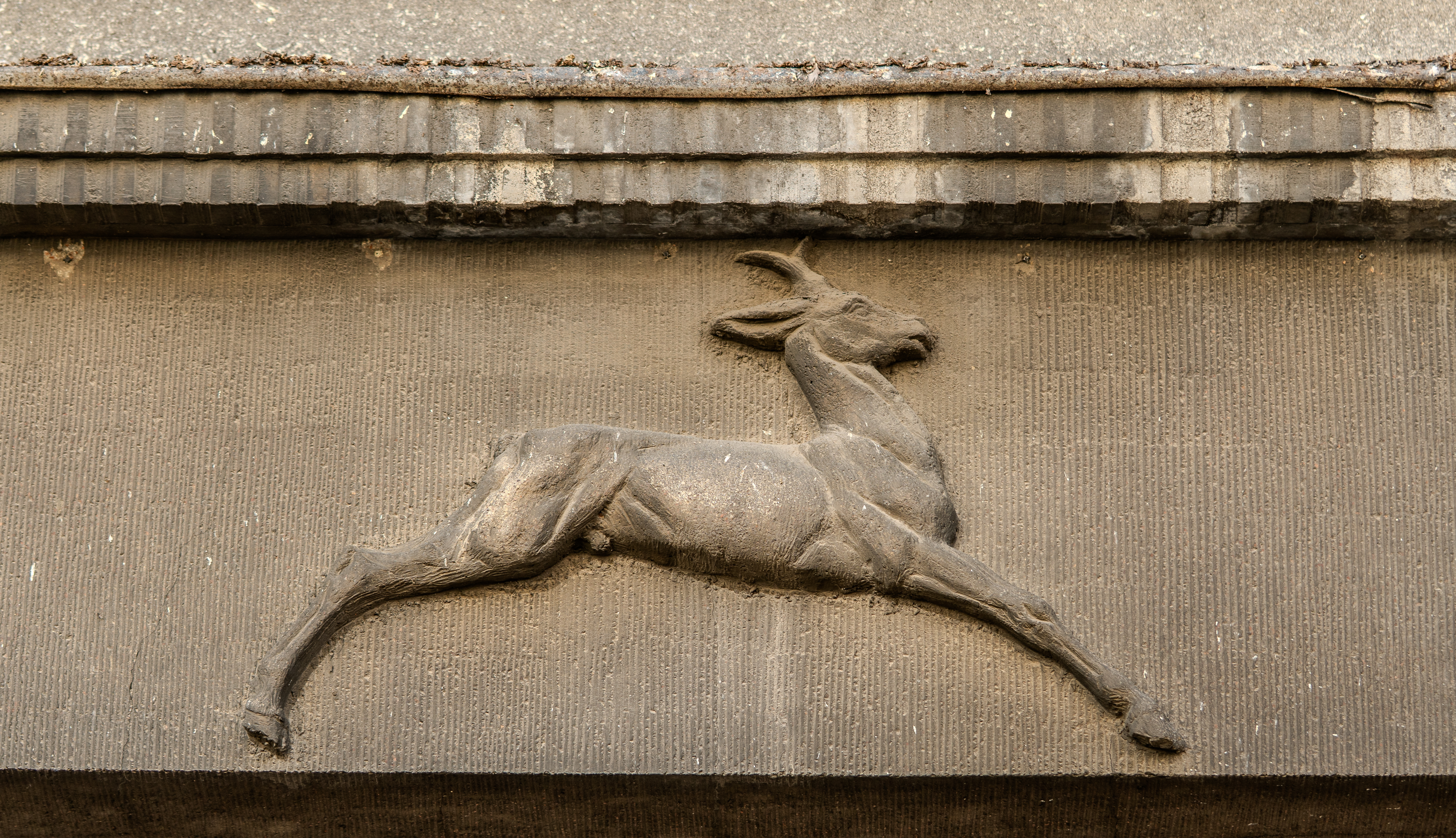
Godło „Sarna” na kamienicy ul. Pawia 18
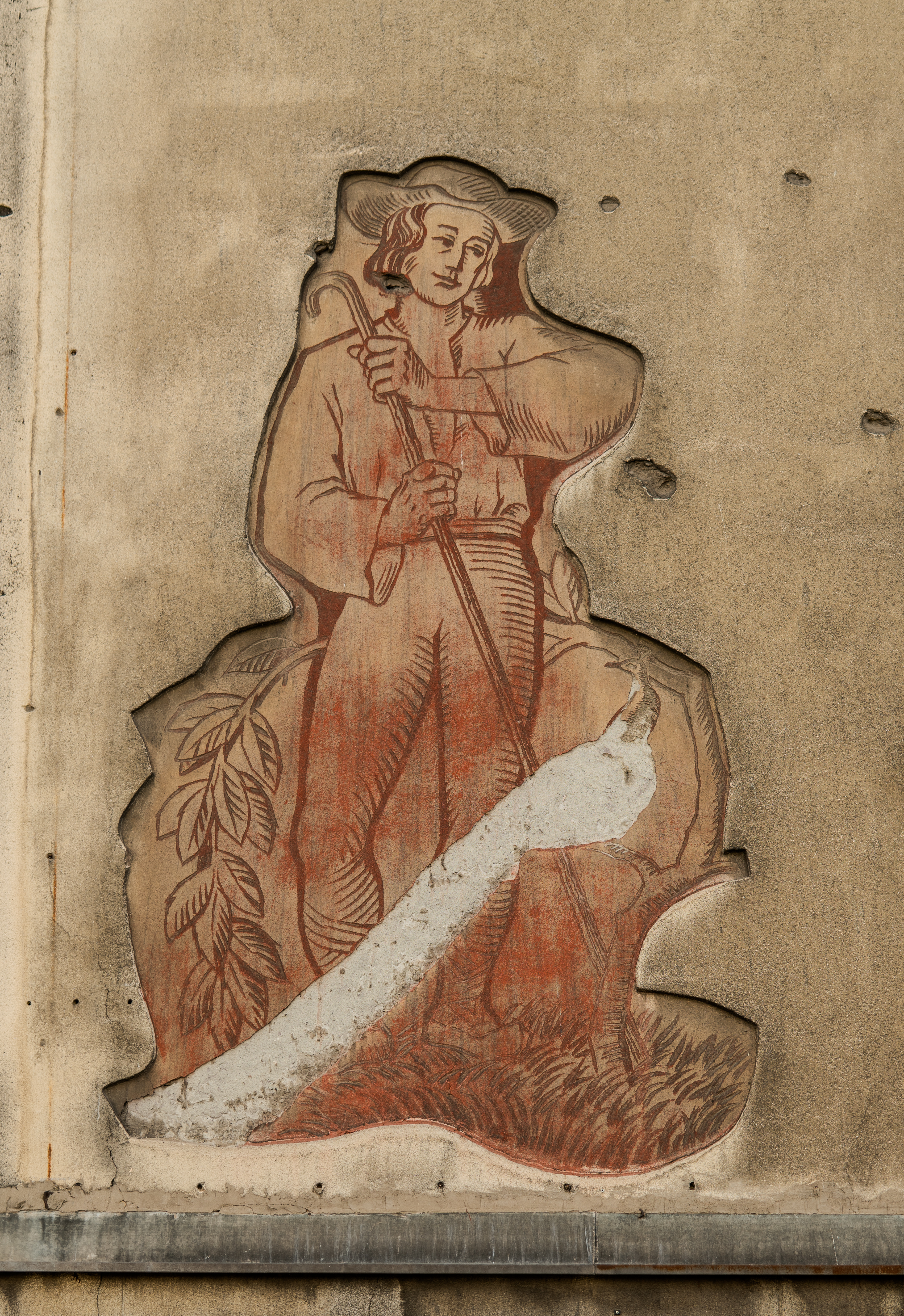
Godło „Pastuszek z pawiem” na kamienicy ul. Pawia 12
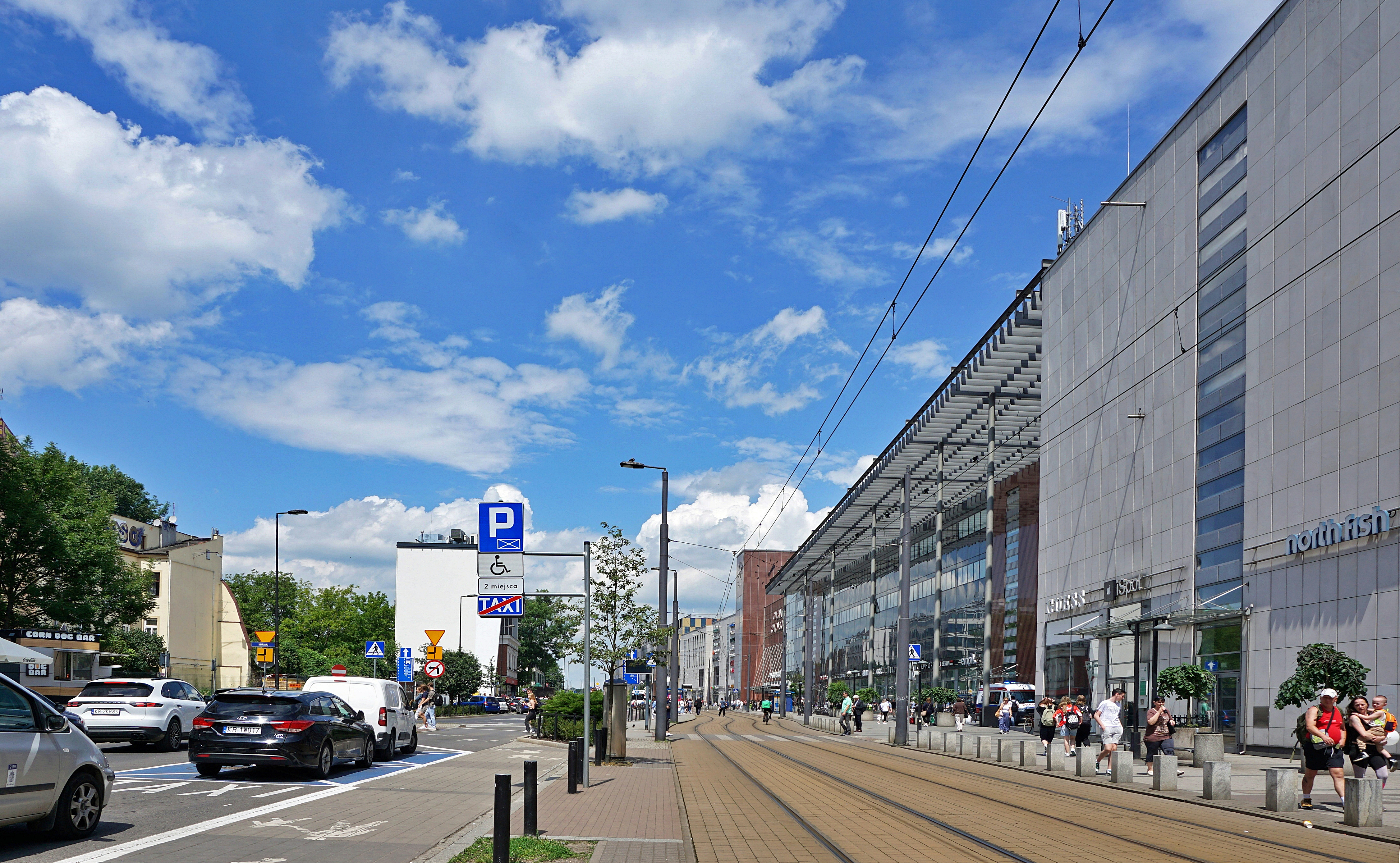
Widok na północ